# Jakob Prandtauer

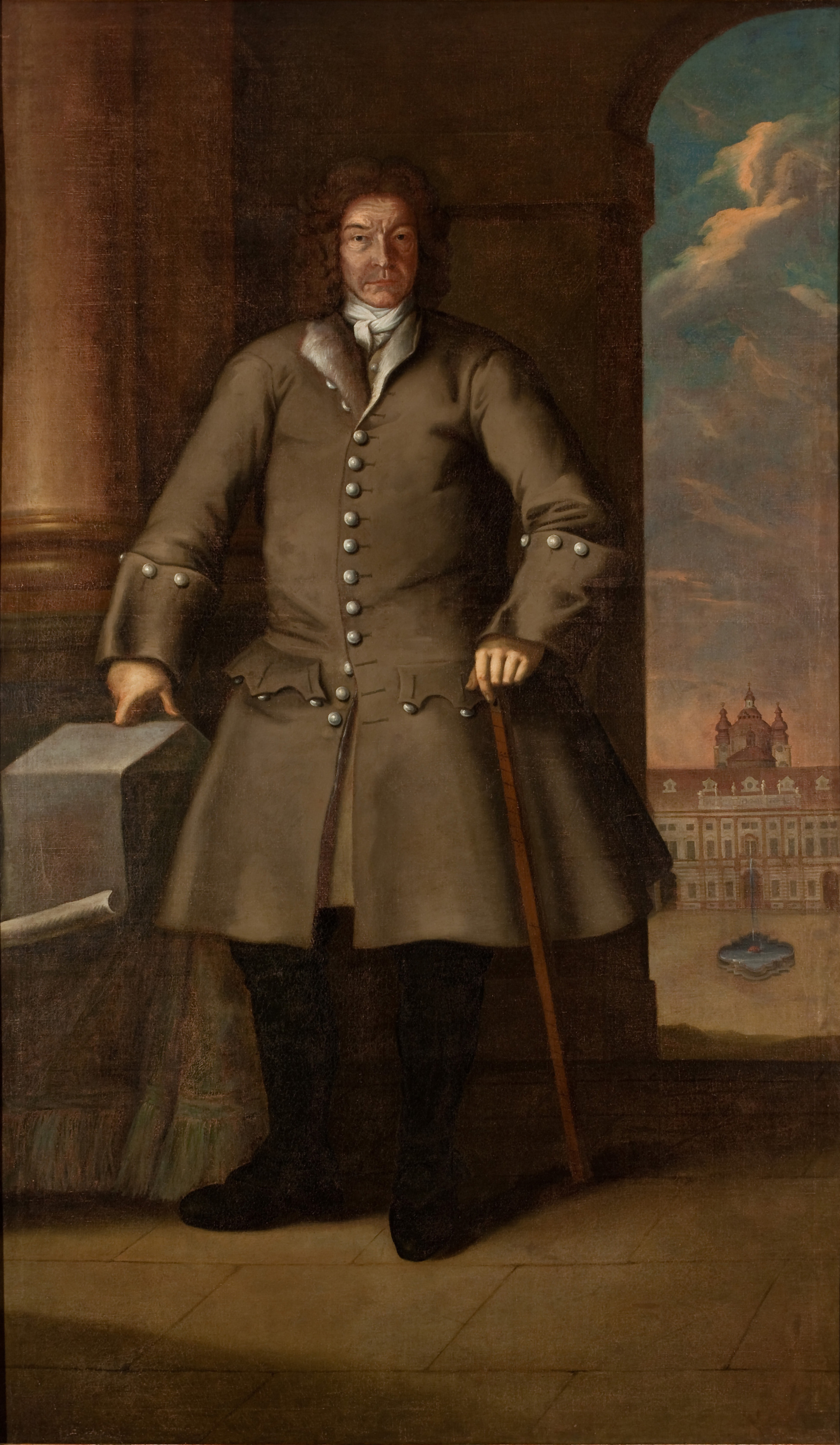
Bildnis Prandtauers im Stift Melk

Jakob Prandtauer (* 16. Juli 1660 (Taufdatum) in Stanz bei Landeck (Tirol); † 16. September 1726 in St. Pölten) ist einer der bedeutendsten österreichischen Barockbaumeister. Sein Hauptwerk ist das Stift Melk, an dem er von 1702 bis zu seinem Lebensende arbeitete.

## Leben

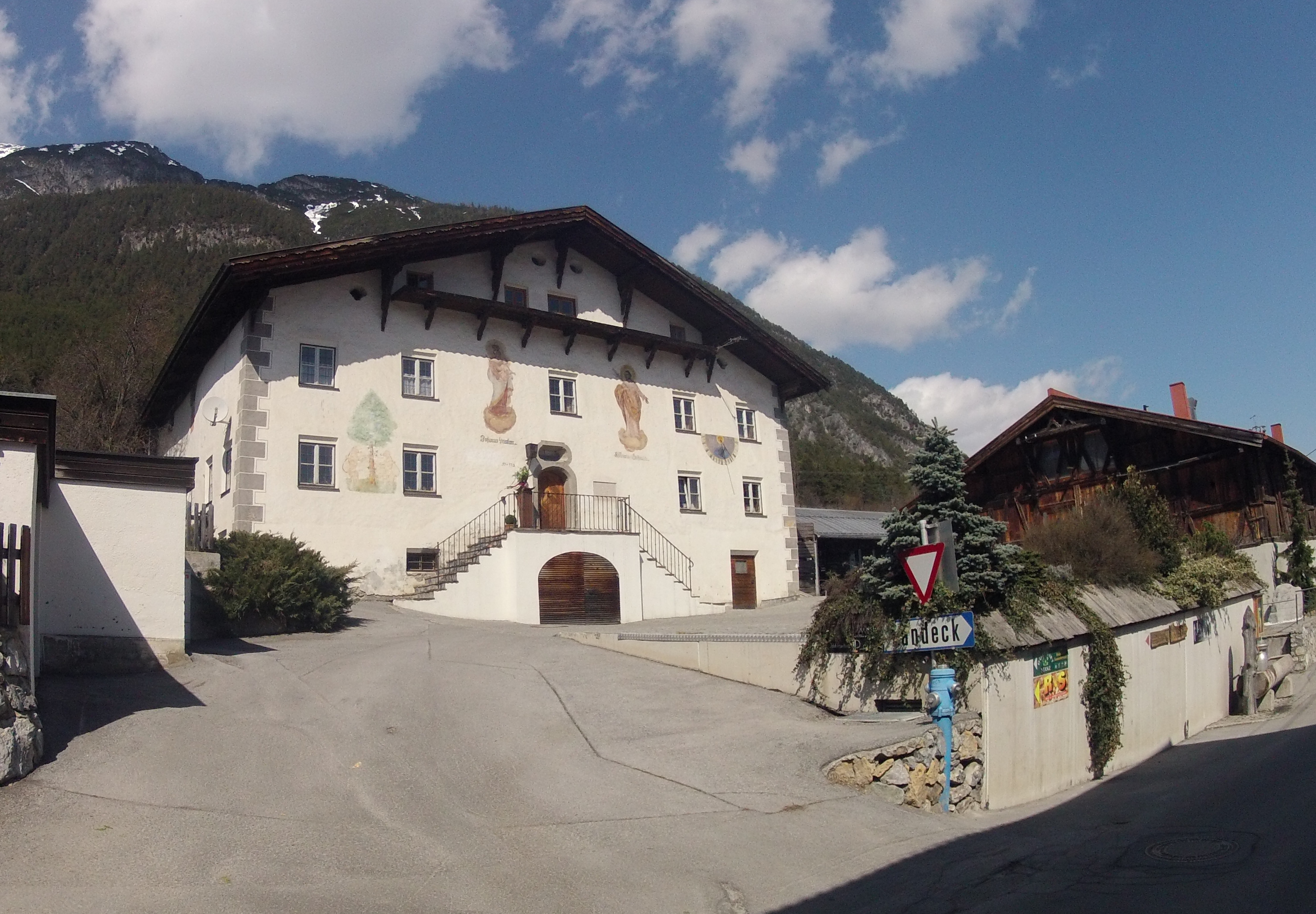
Geburtshaus Prandtauers in Stanz bei Landeck

Prandtauer war der einzige Sohn von Simon Prandtauer und Maria Lentsch und hatte sieben Schwestern. Sein genaues Geburtsdatum ist nicht bekannt. Überliefert ist nur das Datum der Taufe. Entweder wurde er am Tag der Taufe oder kurz davor geboren. 1677, also im Alter von siebzehn Jahren, begann er eine dreijährige Maurerlehre bei Georg Asam in Schnann in Tirol. Wo er sich danach aufgehalten hat, ist archivalisch nicht belegt. Möglicherweise war er, wie viele Tiroler Handwerker, Saisonarbeiter, verließ die Heimat also im Frühjahr und kehrte zu Beginn des Winters zurück. 1698 starb Prandtauers Mutter; in der Verlassenschaftsabhandlung wird er als „Bildhauer bei St. Pölten in Österreich“ genannt. Ab wann er in den Dienst des Grafen Albert Ernst Gurland kam, der das Schloss Thalheim in der Nähe von St. Pölten besaß, ist nicht klar. Ebenso ist unklar, wann und wo Prandtauer das Handwerk des Bildhauers erlernt har. In Thalheim lernte er Maria Elisabeth Rennberger, die Zofe der Gräfin Gurland kennen, die er am 21. Juli 1692 in der alten Kapelle des Schlosses (der Bau besteht nicht mehr) heiratete. Unmittelbar vor der Heirat hatte er ein Haus in der Klostergasse im St. Pöltner Klosterviertel erworben (das sich in veränderter Form noch erhalten hat) und war somit Untertan des Chorherrenstiftes St. Pölten geworden. 1693 suchte er in Tirol um die Ausstellung seines Maurerlehrbriefes an.
In den 1690er Jahren entstanden Prandtauers erste Bauten. Zuerst wurde er vor allem mit der Umgestaltungen bestehender Bauten beauftragt. Sein frühestes gesichertes Werk ist der Umbau des Pfarrhofes von Haitzendorf (Gemeinde Grafenegg) 1694 im Auftrag des Stifts Herzogenburg. Wahrscheinlich arbeitete er in dieser Zeit auch am Umbau des Schlosses Ochsenburg. Auch die Adaptierung des St. Pöltner Domturms wird Prandtauer zugeschrieben.
1696 entwarf Prandtauer für die niederösterreichischen Stände Brücken über einige Nebenflüsse der Donau im Viertel ob dem Wienerwald, von denen allerdings nur eine ausgeführt wurde. Über seine Arbeit als Brückenbaumeister kam Prandtauer mit dem Prälaten des Stiftes Melk in engeren Kontakt und erhielt von ihm den Auftrag, die Pfarrkirche und den Pfarrhof von Lassee umzugestalten. Nach weiteren Arbeiten für Klöster in und um St. Pölten (darunter auch das Augustiner-Chorherrenstift St. Andrä an der Traisen) erhielt er 1702 den ersten großen Auftrag, den Neubau der Stiftskirche in Melk. Der ursprünglich konventionelle Entwurf wurde unter Einflussnahme des Bauherren Abt Berthold Dietmayr mehrfach verändert. So erklärt sich, warum die Stiftskirche von Melk nur wenig von der Handschrift Prandtauers zeigt.
Während der Arbeiten am Stift Melk verstarb 1708 mit Carlo Antonio Carlone der führende Klosterbaumeister des oberösterreichischen Raumes. Prandtauer erhielt die Bauleitung in den Stiften Garsten, Kremsmünster und St. Florian, die Carlone begonnen hatte. Dabei veränderte und modernisierte er vor allem in Garsten und St. Florian die Entwürfe seines Vorgängers. Ab 1710/11 leitete er den Umbau der Klosteranlage von Melk. Um 1714 wurde er beauftragt, das Stift Dürnstein zu barockisieren; im selben Jahr entwarf er den Neubau des Stiftes Herzogenburg. Prandtauer errichtete zudem u. a. die Kirche auf dem Sonntagberg (Fresken von Daniel Gran) und den zum Schloss Primmersdorf gehörenden Schüttkasten Primmersdorf. Sein einziger urkundlich gesicherter Schlossbau ist das 1722 bis 1732 errichtete Schloss Hohenbrunn bei Sankt Florian.
Nach seinem Tod 1726 wurden die meisten Projekte von seinem Neffen zweiten Grades Joseph Munggenast weitergeführt.

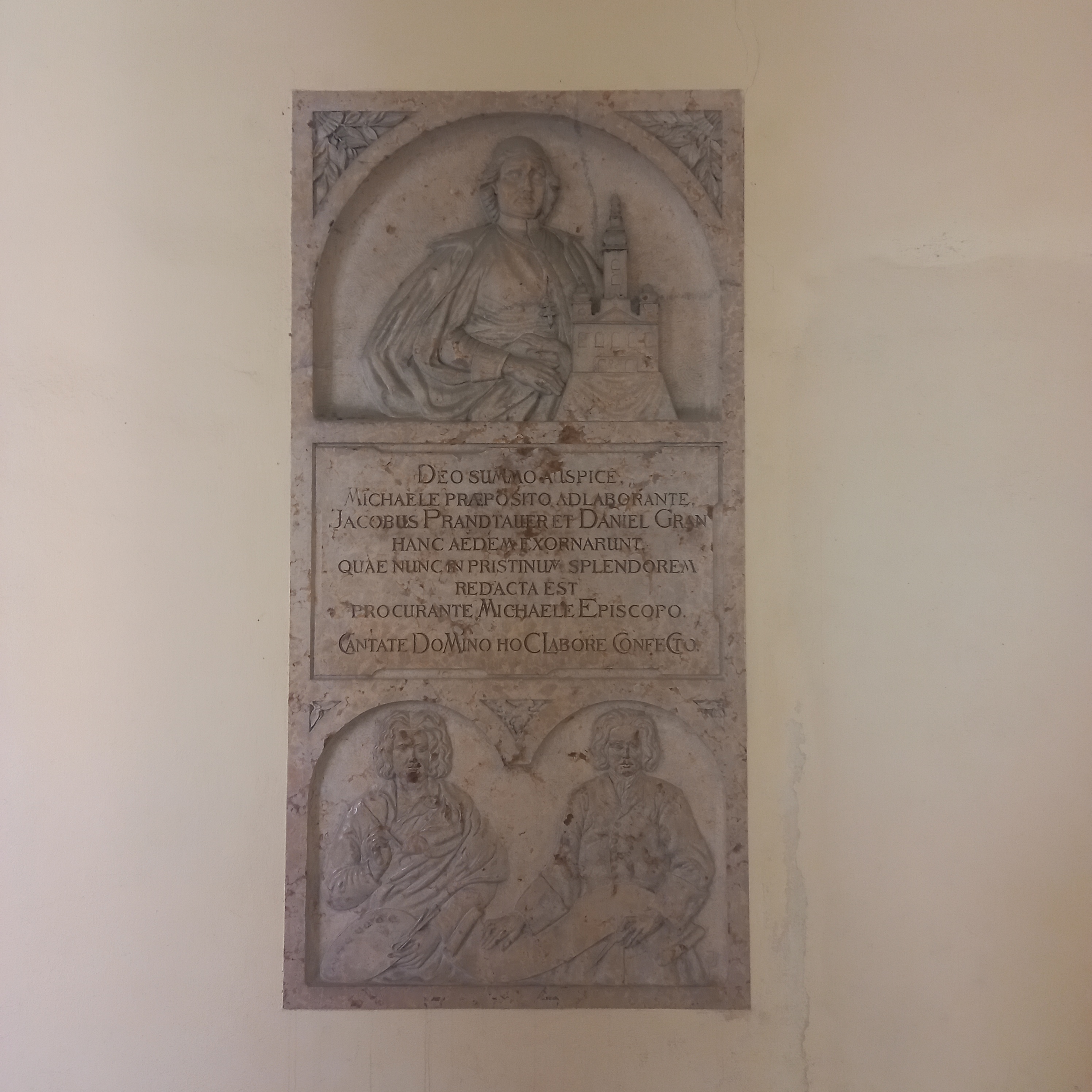
Das Grab von Jakob Prandtauer und Daniel Gran im Dom zu St. Pölten (Kreuzgang)

## Realisierungen

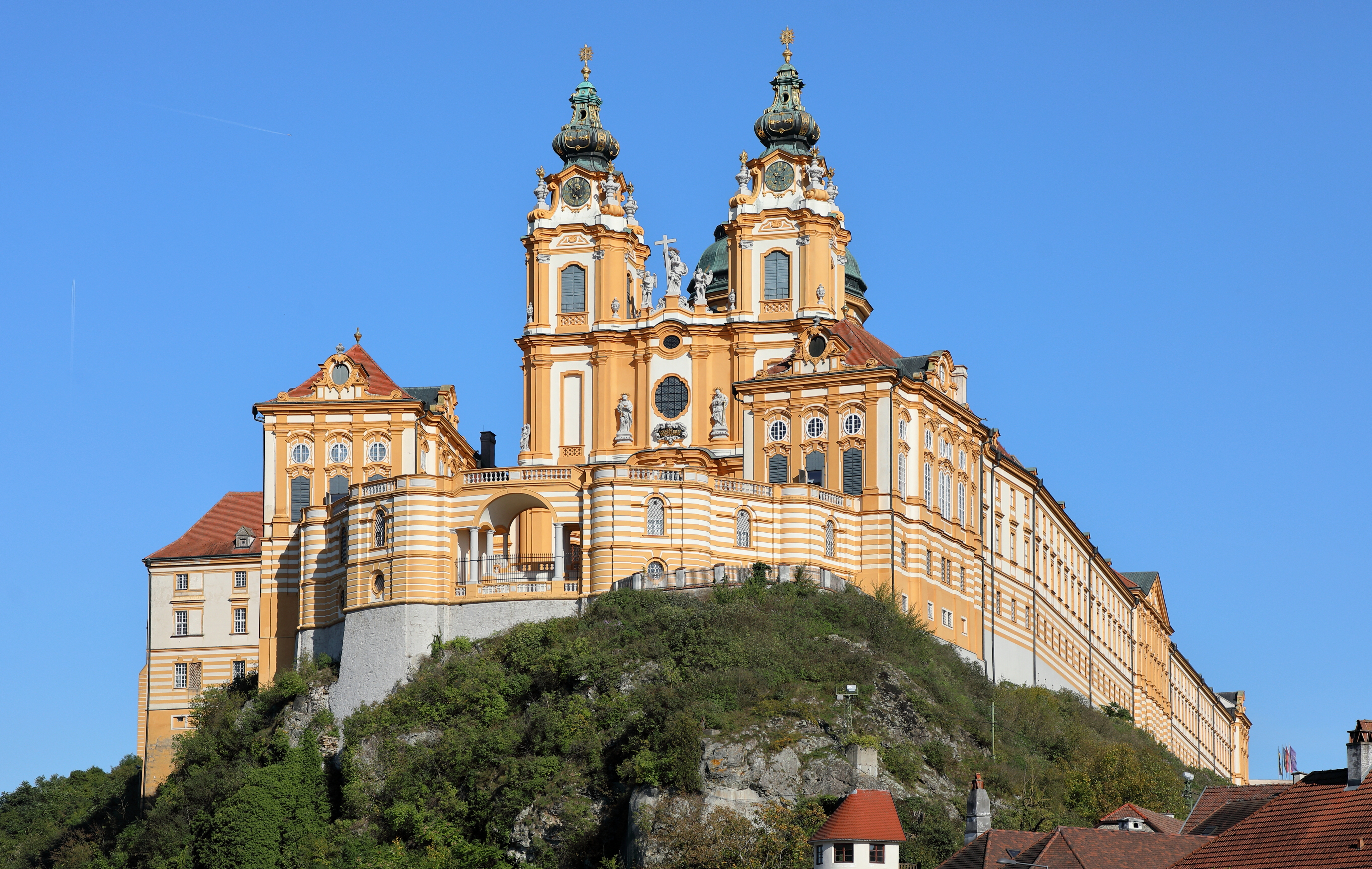
Stift Melk

Seinen Ruhm verdankt Prandtauer vor allem den von ihm errichteten Klosteranlagen. Sein Werk ist allerdings wesentlich vielfältiger – es umfasst 136 bekannte Bauten: Pfarrkirchen, Pfarrhöfe, Schlösser, Schüttkästen, Zehenthöfe, Gartengebäude, Brücken und Kasernen.
Auswahl:
- 1702–1736: Stift Melk
- 1706–1732: Basilika Sonntagberg (gemeinsam mit Joseph Munggenast)
- 1707/08–1712: Klosterkirche der Karmelitinnen, St. Pölten
- 1708–1725: Wallfahrtskirche Christkindl
- 1716–1721: Pfarrschloss Weikendorf
- 1718–1726: Bischofshof (Linz)
- 1721–1726: Pfarrkirche Ravelsbach
- 1725: Pfarrkirche Wullersdorf

## Würdigungen

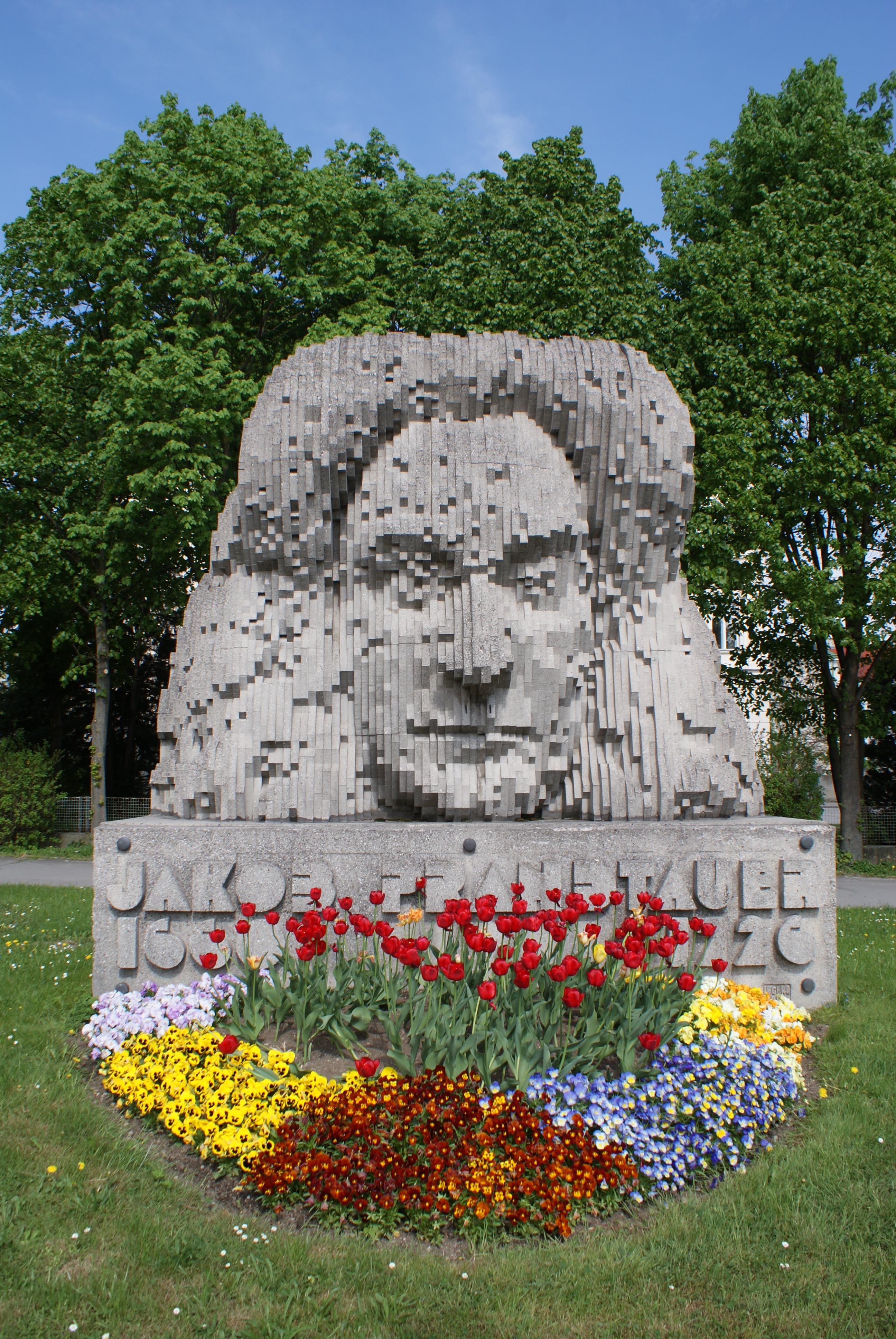
Denkmal Prandtauers in St. Pölten (3D-Darstellung)

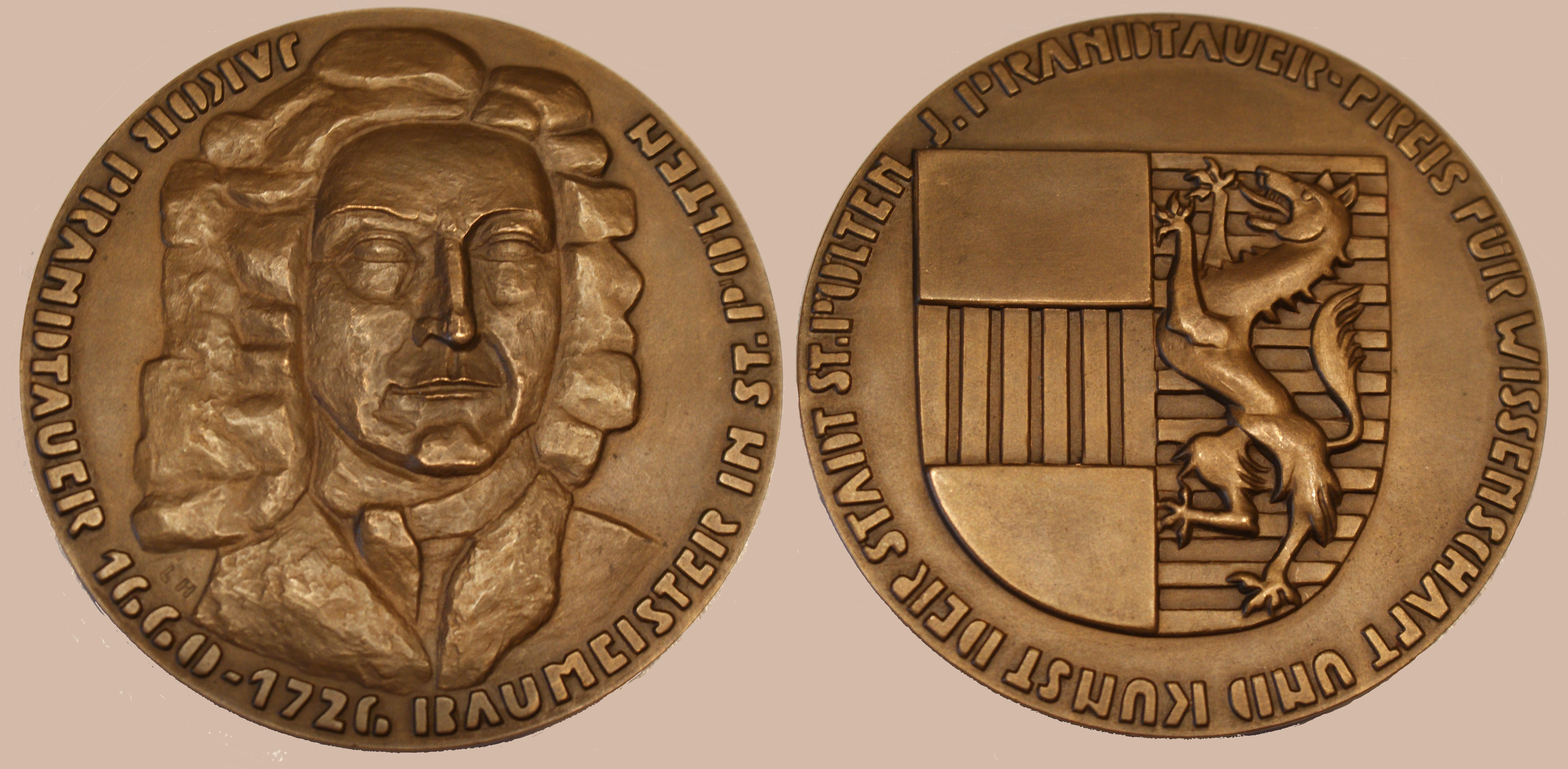
Der von der Stadt St. Pölten verliehene J.Prandtauer-Preis für Wissenschaft und Kunst

Das Konterfei von Jakob Prandtauer ist auf der 50-Schilling-Banknote von 1951 zu sehen, auf der Rückseite ist mit dem Stift Melk sein berühmtestes Werk abgebildet. Sein 300. Geburtstag wurde unter anderem mit einer Sondermarke der österreichischen Post gefeiert.
Prandtauer wird vor allem in den Zentren seines Lebens und Wirkens geehrt, zahlreiche ober- und niederösterreichische Gemeinden sowie die Stadt Innsbruck benannten Straßen und Plätze nach ihm. Zudem sind die Melker Volks- und Hauptschule und eine Turnhalle in St. Pölten nach ihm benannt.
Anlässlich des 350. Geburtstages widmeten sich im Jahr 2010 in St. Pölten Ausstellungen im Stadtmuseum, im Diözesanmuseum und im NÖ Landesmuseum dem Baumeister. Außerdem würdigte das Stift Melk Prandtauer in einer Fotoausstellung. In Schloss Landeck in Tirol gibt es eine Dauerausstellung, die das Leben und Werk Prandtauers würdigt.

### Jakob-Prandtauer-Preis
Seit 1968 verleiht die Stadt St. Pölten den Jakob-Prandtauer-Preis für Wissenschaft und Kunst an Personen oder Institutionen aus St. Pölten oder solche, die sich um St. Pölten besondere Verdienste erworben haben.